# Großzöberitz

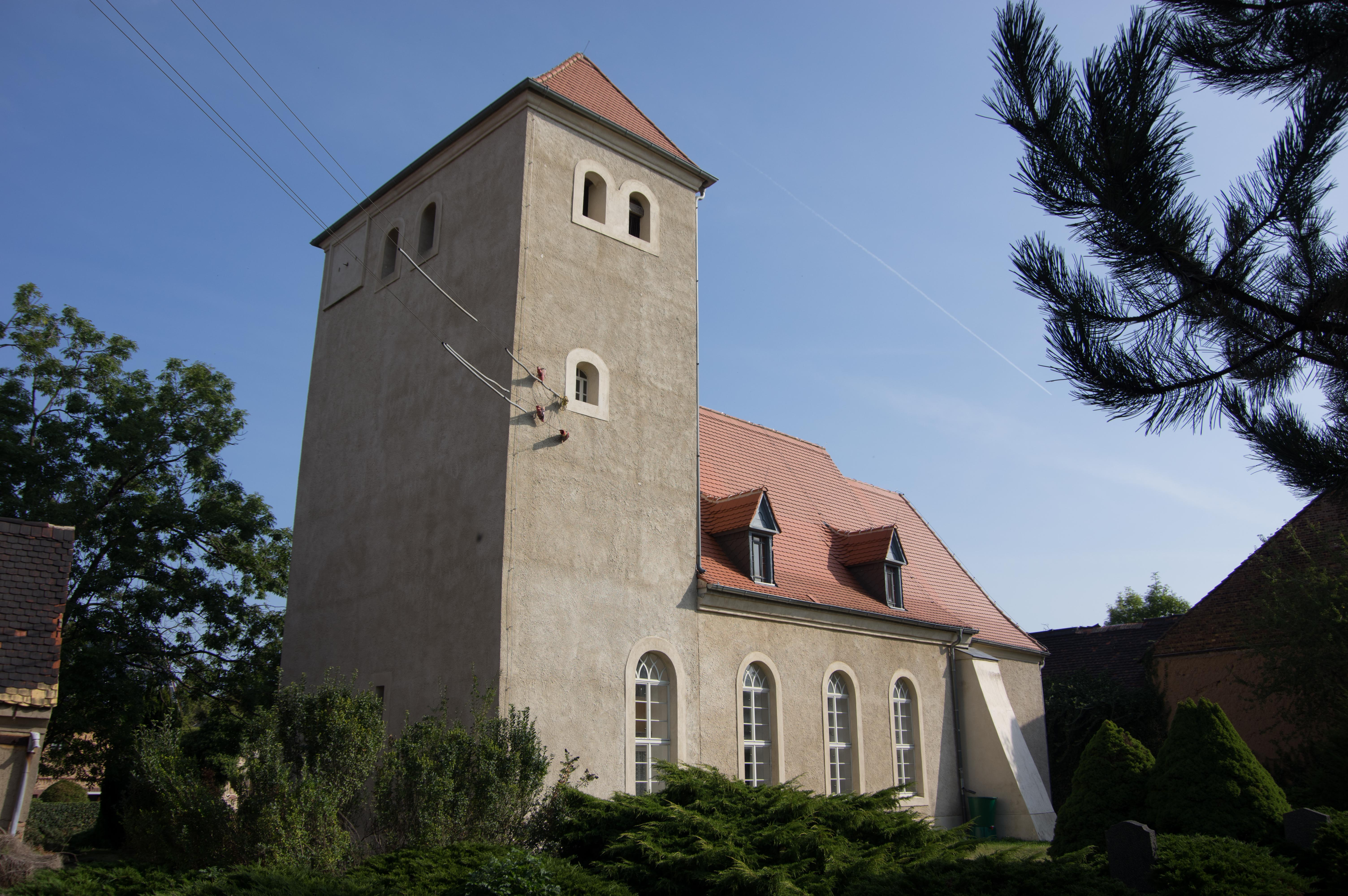
Kirche Großzöberitz

Großzöberitz ist eine Ortschaft in der Stadt Zörbig im Landkreis Anhalt-Bitterfeld (Sachsen-Anhalt). Sie wurde 1936 aus den Orten Zöberitz, Möhlau und Tannepöls gebildet. Großzöberitz ist einer der 18 Orte, die gemeinsam die Stadt Zörbig bilden.

## Geografie
Die Ortschaft befindet sich östlich des Ortskerns von Zörbig. Sie liegt im Süden Sachsen-Anhalts zwischen Bitterfeld und Köthen.

## Geschichte
Bei Großzöberitz haben Archäologen die Reste eines untergegangenen Dorfes sowie zwei mindestens 3.000 Jahre alte Gräber gefunden. Ebenso wurde eine Reihe von mindestens 30 Gargruben (Feuerstellenplätze) entdeckt. Grubenreihen kommen in Großbritannien und Mitteldeutschland vor und sind zwischen 3.200 und 2.600 Jahre alt.
Tannepöls wurde 1459 erstmals urkundlich erwähnt. Die Orte Zöberitz, Möhlau und Tannepöls gehörten bis 1815 zum kursächsischen Amt Zörbig. Durch die Beschlüsse des Wiener Kongresses kamen sie zu Preußen und wurden 1816 dem Landkreis Bitterfeld im Regierungsbezirk Merseburg der Provinz Sachsen zugeteilt, zu dem sie bis 1944 gehörten. Der Ort ‘‘‘Großzöberitz‘‘‘ entstand 1936 durch Zusammenlegung der Orte Zöberitz, Möhlau und Tannepöls. Am 13. März 2004 wurde die ehemalige Gemeinde Großzöberitz in die neue Einheitsgemeinde Stadt Zörbig eingegliedert.

## Infrastruktur
Großzöberitz liegt unmittelbar westlich der Bundesautobahn 9 (Dessau – Weißenfels) und südlich der Bundesstraße 183 (Köthen – Bitterfeld-Wolfen). Der Bahnhof Großzöberitz liegt an der ausschließlich im Güterverkehr befahrenen Bahnstrecke Bitterfeld–Stumsdorf.